# Großer Preis der DDR (Radsport)
Der Große Preis der DDR war eine regelmäßig veranstaltete Bahnradsportveranstaltung in der DDR. Der Wettbewerb für Bahnsprinter wurde 1961 erstmals vom Deutschen Radsport-Verband der DDR (DRSV) ausgetragen und bis 1990 fortgeführt. Ab 1986 war der Wettbewerb auch für Frauen ausgeschrieben und wurde bis 1990 veranstaltet.

## Historisches
Der Große Preis der DDR fand im Laufe der Zeit auf verschiedenen Radrennbahnen in Leipzig, Gera, Cottbus, Dresden, Forst, Frankfurt an der Oder, Karl-Marx-Stadt (Chemnitz) und Berlin (Ost) statt. An diesem Sprinterturnier nahmen ausschließlich Amateure teil, alle Weltmeister im Sprint der Amateure der Jahre von 1964 bis 1990 starteten mindestens einmal in diesem Wettbewerb. In den ersten Jahren wurde der Große Preis in drei oder zwei Turnieren in verschiedenen Städten mit einer durchgehenden Gesamtwertung veranstaltet. Ab 1971 fand er an einem Wettkampftag statt. Bis zur letzten Austragung war der Große Preis der DDR Bestandteil des Wettkampfkalenders der Union Cycliste International (UCI). Ab 1975 gehörte der Große Preis der DDR zur Rennserie Großer Preis der sozialistischen Länder.

## Austragungen

### 1961 – Brian DewAustralien
Am 22. Juli startete die erste Austragung auf der Bahn in Berlin-Weißensee (Sieger Piet van der Touw), der zweite Lauf fand auf der Radrennbahn Forst (Sieger Brian Dew) statt, der dritte Durchgang in Dresden (Sieger David Handley). Am Start waren Sprinter aus Australien, der Bundesrepublik Deutschland, Dänemark, Frankreich, Großbritannien, den Niederlanden und der DDR. Den Gesamtsieg trug Brian Drew aus Australien davon, 2. Platz Jürgen Simon, 3. Platz Ronald Baensch (Australien).

### 1962 – Zbysław ZającPolen
Am Start waren Sprinter aus Australien, Dänemark, Frankreich, Großbritannien, den Niederlanden, Polen, der UdSSR und der DDR. Wiederum wurden drei Durchgänge gefahren, auf allen drei Bahnen (Dresden, Forst und Berlin) siegte Zbysław Zając aus Polen, 2. Platz Imant Bodnieks (UdSSR), 3. Platz Ronald Baensch (Australien). Bester DDR-Fahrer wurde Hans-Jürgen Klunker als Vierter.

### 1963 – Rainer MarxDeutschland Demokratische Republik 1949
Diesmal waren die Bahnen von Karl-Marx-Stadt, Berlin und Leipzig die Austragungsorte. 18 Sprinter aus Großbritannien, den Niederlanden, Österreich, Neuseeland und der DDR stellten sich dem Starter. Klarer Sieger mit dem Gewinn aller drei Rennen wurde Rainer Marx aus Karl-Marx-Stadt, 2. Platz Piet van der Touw 3. Platz Wolfgang Tertschek.

### 1964 – Zbysław ZającPolen
Mit Fahrern aus sechs Ländern startete das Turnier 1964. In Dresden siegte diesmal Tertschek, in Karl-Marx-Stadt und Leipzig legte Zając mit zwei Siegen den Grundstein für seinen Gesamterfolg. Sieger wurde zum zweiten Mal Zbysław Zając, 2. Platz Wolfgang Tertschek aus Leipzig, 3. Platz Miloš Jelínek (ČSSR).

### 1965 – Omar PchakadseSowjetunion
Austragungsorte waren in diesem Jahr die Radrennbahnen von Gera, Leipzig und Erfurt. 19 Fahrer aus sieben Länder (Belgien, ČSSR, Großbritannien, Polen, Rumänien, UdSSR und der DDR) traten an, alle wurden von Omar Pchakadse (der zum ersten Mal teilnahm) dominiert, der alle seine Läufe und damit alle drei Turniere sowie die Gesamtwertung gewann. Der 2. Platz ging an Miloš Jelínek, den 3. Platz sicherte sich Hans-Jürgen Klunker.

### 1966 – Omar PchakadseSowjetunion
Der Große Preis war in diesem Jahr nicht vom Wetter begünstigt, die Rennen in Berlin und Leipzig konnten wegen Regens nicht stattfinden. So wurde der Sieger in Gera ermittelt. Die Teilnehmer kamen diesmal aus der ČSSR, Italien, Polen, Rumänien, UdSSR, Ungarn, sowie der DDR. Wieder gelang es Pchakadse alle seine Läufe zu gewinnen. Im Finale bezwang er Giordano Turrini (beide standen sich schon im Finale der UCI-Bahn-Weltmeisterschaften 1965 gegenüber), der 3. Platz ging an Dino Verzini, der Jürgen Geschke bezwang.

### 1967 – Omar PchakadseSowjetunion
Erstmals war der amtierende Weltmeister Daniel Morelon sowie die WM-Medaillengewinner Pierre Trentin und Omar Pchakadse komplett am Start. Neben Frankreich traten Sprinter aus der ČSSR, Großbritannien, Italien, Polen, UdSSR, sowie der DDR an. Der erste Durchgang in Berlin ging an Pchakadse, der Morelon im Finale schlug. In Dresden gewann Pchakadse gegen Ivan Kučírek im Endlauf und im Leipziger Finale war wiederum Morelon der Unterlegene. Also wieder wie im Vorjahr alle drei Serien an Omar Pchakadse. Den 2. Platz im Großen Preis belegte Daniel Morelon, 3. wurde Jürgen Geschke.

### 1968 – Igor ZelowalnikowSowjetunion
Die Startliste umfasste die Namen von 18 Sprintern aus Bulgarien, der ČSSR, Dänemark, Italien, Polen, Rumänien, der UdSSR und der DDR. Gefahren wurde diesmal auf den Bahnen von Berlin, Leipzig und Gera. Sieger in Berlin wurde Igor Zelowalnikow, der erst in letzter Minute als Ersatzmann für den dreifachen Sieger des Großen Preises Omar Pchakadse ins Aufgebot der Sowjetunion kam. In Leipzig und Gera gewann Imant Bodnieks, so dass alle Wettbewerbe an sowjetische Fahrer gingen. Gesamtsieger wurde der Moskauer Zelowalnikow, den 2. Platz belegte Bodnieks, den 3. Platz konnte wie im Vorjahr Jürgen Geschke sichern.

### 1969 – Jürgen GeschkeDeutschland Demokratische Republik 1949
12 Fahrer aus Belgien, Großbritannien, Italien, den Niederlanden, Polen, erstmals aus der Schweiz und Kuba, UdSSR, sowie der DDR gingen in den Wettbewerb, der auf den Bahnen von Leipzig und Berlin ausgetragen wurde. Erstmals also nur zwei Rennserien. In Berlin siegte Jürgen Geschke in drei Endläufen gegen Serhij Krawzow. In Berlin gab es dieses Ergebnis nochmals, Geschke gewann nun in zwei Läufen. Damit ging der Gesamtsieg erstmals an Jürgen Geschke (der seit der 2. Austragung 1962 immer am Start war), 2. Platz an Krawzow, der 3. Platz an den Polen Kupczak.

### 1970– Daniel MorelonFrankreich
Dieses Mal wurde der Große Preis in Dresden und Karl-Marx-Stadt ausgefahren. Es wurde ein Wettkampf zwischen Fahrern aus Belgien, der ČSSR, Frankreich, den Niederlanden, Polen, Rumänien, der UdSSR und der DDR. 13.000 Zuschauer am 2. Tag sahen einen überlegenen Sieger Daniel Morelon gegen Werner Otto. Den zweiten Endlauf in Dresden gewann Ivan Kučírek gegen Morelon, der dennoch sicherer Gesamtsieger wurde. Der 2. Platz ging an Kučírek, 3. wurde sein Landsmann Popelka.

### 1971 – Ezio CardiItalien
Der Große Preis wurde ab 1971 in einem Turnier ausgetragen (einen Tag später wurde noch eine Revanche ausgetragen). Er wurde auf der frisch rekonstruierten Alfred-Rosch-Kampfbahn in Leipzig vor ausverkauften Rängen gefahren. 10 Länder waren am Start: Australien, Belgien, Großbritannien, die Niederlande, Polen, die UdSSR, Frankreich, Italien, Kuba und die DDR. Alle seine Läufe gewinnend wurde Ezio Cardi Sieger vor seinem Finalgegner Jürgen Geschke. Der 3. Platz ging an Waleri Trifonow aus der Sowjetunion.

### 1972 – Jürgen GeschkeDeutschland Demokratische Republik 1949
Am Start in diesem Jahr waren Sprinter aus Belgien, Dänemark, Großbritannien, Italien, Kuba, den Niederlanden, Polen, der UdSSR und der DDR. Geschke gewann beide Finalläufe sicher gegen Serhij Krawzow. Den 3. Platz belegte wie im Vorjahr dessen Landsmann Waleri Trifonow.

### 1973 – Sergei KrawzowSowjetunion
36 Sprinter aus neun Länder traten beim Großen Preis auf der Bahn in Karl-Marx-Stadt (die eigentlich als eine typische Bahn für Steherrennen galt) an. Vertreten waren Australien, Belgien, Bulgarien, die ČSSR, Dänemark, Frankreich, Polen, die UdSSR und die DDR. Serhij Krawzow gewann per Zielfotoentscheid gegen den amtierenden DDR-Meister aus Berlin Peter Eichstädt. Den 3. Platz belegte Anatolij Jablunowskyj, keine Rolle spielte diesmal Daniel Morelon.

### 1974 – Sergei KrawzowSowjetunion
Die ČSSR, die Bundesrepublik, Kuba, die Niederlande, Polen, der UdSSR und die DDR waren am Start. In Leipzig gewann Krawzow klar beide Endläufe vor Ivan Kučírek, als 3. platzierte sich Jürgen Geschke.

### 1975 – Emanuel RaaschDeutschland Demokratische Republik 1949
Zum Standardtermin Anfang Juli waren 25 Fahrer aus der ČSSR, die Bundesrepublik Deutschland, Kuba, Polen, der UdSSR und die DDR gemeldet. Erstmals zählte der Große Preis zur Rennserie „Großer Preis der sozialistischen Länder“, der ebenfalls in diesem Jahr seine Premiere hatte. Der Austragungsmodus war ebenfalls verändert: nach dem Viertelfinale traten die besten vier Fahrer im Kampf „Jeder gegen Jeden“ an. Diesen Kampf entschied mit Emanuel Raasch aus Berlin der jüngste Fahrer gegen Jürgen Geschke für sich. Den 3. Platz sicherte sich Siegfried Schreiber aus Berlin.

### 1976 – Emanuel RaaschDeutschland Demokratische Republik 1949
Diesmal schon Anfang Juni trafen sich Sprinter aus der Bundesrepublik Deutschland, Bulgarien, der ČSSR, Italien, erstmals auch aus Barbados und Jamaika, den Niederlanden, Polen, der UdSSR, Ungarn und der DDR zur 16. Austragung des Großen Preises in Leipzig. Im Finale benötigte Emanuel Raasch drei Läufe, um Anton Tkáč zu bezwingen, alle drei Läufe endeten denkbar knapp. Den 3. Platz gewann Peter Eichstädt gegen den indisponierten Jürgen Geschke. Raasch gewann damit auch (punktgleich mit Geschke) den Großen Preis der sozialistischen Länder.

### 1977 – Jürgen GeschkeDeutschland Demokratische Republik 1949
Mit Fahrern aus Bulgarien, der ČSSR, Italien, den Niederlanden, Polen, der UdSSR, Ungarn und der DDR wurde wiederum in Leipzig gefahren. Jürgen Geschke bezwang im Finale Emanuel Raasch, der 3. Platz ging an das neue Sprinttalent Vratislav Šustr aus der ČSSR.

### 1978 – Lutz HeßlichDeutschland Demokratische Republik 1949
Am Start in Leipzig diesmal nur fünf Länder, die ČSSR, Frankreich, Polen, Ungarn und die DDR. Schon im Achtelfinale waren die DDR-Sprinter bis auf Alex Pontet aus Frankreich unter sich. Das Finale gewann der 19-jährige Cottbuser Lutz Heßlich gegen Raasch. Der 3. Platz ging kampflos an Gunter Berger aus Berlin, da sein Gegner Christian Drescher durch eine Sturzverletzung nicht mehr antreten konnte.

### 1979 – Lutz HeßlichDeutschland Demokratische Republik 1949
29 Sprinter aus neun Ländern (Bulgarien, ČSSR, Frankreich, Großbritannien, Polen, Rumänien, UdSSR, Ungarn und die DDR) waren gemeldet. Vorjahressieger Heßlich benögte drei Läufe, um gegen Raasch zu gewinnen. Den 3. Platz gewann Ralf Kuschy sicher im Berliner Duell gegen Drescher.

### 1980 – Lutz HeßlichDeutschland Demokratische Republik 1949
Am Start in Leipzig waren 33 Bahnsprinter aus Bulgarien, der ČSSR, Frankreich, Kuba, Polen, Rumänien, der UdSSR, Ungarn, erstmals aus den USA und der DDR. Der Favorit Heßlich musste zunächst in den Hoffnungslauf, da er in seinem Vorlauf distanziert wurde. Im Finale standen sich erstmals Lutz Heßlich und Michael Hübner gegenüber; Heßlich siegte in zwei Läufen. Den 3. Platz belegte Raasch, der Kuschy schlug. Unter den besten acht Fahrern konnte sich als einziger Ausländer Sergei Schurawljow aus der Sowjetunion auf Platz 8 platzieren.

### 1981 – Lutz HeßlichDeutschland Demokratische Republik 1949
In diesem Jahr waren Fahrer aus Bulgarien, der ČSSR, der Bundesrepublik Deutschland, Kuba, Österreich, Polen, Ungarn und der DDR am Start. Favorit Lutz Heßlich setzte sich gegen Emanuel Raasch durch. Er benötigte aber drei Läufe, Raasch gewann den zweiten Lauf mit neuem Rekord für die letzten 200 Meter auf der Leipziger Bahn. Der 3. Platz ging an Michael Hübner in einem Lauf, da sein Konkurrent Detlef Uibel gestürzt war.

### 1982 – Lutz HeßlichDeutschland Demokratische Republik 1949
Zehn Länder und 35 Fahrer hatten ihre Meldungen zum Großen Preis abgegeben: die Bundesrepublik Deutschland, Bulgarien, die ČSSR, Frankreich, Kuba, Polen, Rumänien, UdSSR, USA und die DDR. Lutz Heßlich gewann die Endläufe gegen Michael Hübner beide klar, den 3. Platz holte sich Detlef Uibel gegen Olaf Arndt, ebenfalls mit sicherem Zieleinlauf. Bester ausländischer Fahrer wurde als Achter Mark Gorski.

### 1983 – Lutz HeßlichDeutschland Demokratische Republik 1949
In Leipzig stellten sich 35 Fahrer aus Bulgarien, der ČSSR, der Bundesrepublik Deutschland, Frankreich, Polen, den USA, der UdSSR, Ungarn und der DDR dem Starter. Bis auf Mark Gorski aus den USA standen nur DDR-Fahrer im Viertelfinale. Die beiden Finalläufe gewann Lutz Heßlich gegen Michael Hübner sicher. Der 3. Platz ging an Detlef Uibel.

### 1984 – Lutz HeßlichDeutschland Demokratische Republik 1949
Am Start in Leipzig waren diesmal Bulgarien, die Bundesrepublik Deutschland, die ČSSR, Kuba, Polen, die UdSSR, Ungarn und die DDR. In seinem Vorlauf stellte Lutz Heßlich mit 10,56 Sekunden für die letzten 200 Meter eine Weltjahresbestleistung für Zementbahnen auf. Ohne Niederlage ging Heßlich durch das Turnier, im Finale bezwang er Ralf Kuschy zweimal. Michael Hübner belegte diesmal den 3. Platz. Bester ausländischer Fahrer war Hans-Jürgen Greil auf dem 7. Platz.

### 1985 – Lutz HeßlichDeutschland Demokratische Republik 1949
Zur 25. Austragung traten Sprinter aus sieben (Bundesrepublik Deutschland, Bulgarien, ČSSR, Italien, Polen, Rumänien, DDR) Ländern an. Lutz Heßlich benötigte drei Läufe, um gegen Michael Hübner zu gewinnen. Den 3. Platz holte sich Ralf Kuschy. Bester ausländischer Sprinter wurde der Italiener Patrizio Rampazzo als Fünfter.

### 1986 – Lutz HeßlichDeutschland Demokratische Republik 1949
Leipzig sah Sprinter aus der Bundesrepublik Deutschland, Bulgarien, der ČSSR, Frankreich, Italien, Polen, Ungarn und der DDR am Start. Mit Daniel Morelon, Sergio Bianchetti, Benedykt Kocot, Udo Hempel und Jürgen Geschke waren ehemalige Weltmeister im Bahnradsport als Trainer dabei. Klarer Sieger wurde wiederum Lutz Heßlich, der diesmal Bill Huck im Finale bezwang, den 3. Platz belegte Michael Hübner. Den erstmals für Frauen ausgetragenen Wettbewerb gewann Christa Rothenburger gegen die amtierende Weltmeisterin Isabelle Nicoloso aus Frankreich.

### 1987 – Lutz HeßlichDeutschland Demokratische Republik 1949
Das Starterfeld in Leipzig bestand aus Fahrern aus der Bundesrepublik Deutschland, der ČSSR, Italien, Polen, Ungarn und der DDR. Lutz Heßlich gewann den Großen Preis zum zehnten Mal in Folge, es war der 51. Grand Prix-Erfolg seiner Laufbahn. Er bezwang im Finale den amtierenden Weltmeister Michael Hübner, Ralf Kuschy belegte den 3. Rang. Bei den Frauen siegte erneut Christa Rothenburger.

### 1988 – Lutz HeßlichDeutschland Demokratische Republik 1949
Kurz vor den Olympischen Sommerspielen traten Sprinter aus Bulgarien, der ČSSR, Italien, Großbritannien, Polen und der DDR an. Im Viertelfinale standen dann nur noch DDR-Sprinter. Heßlich vor Hübner und Huck auf dem 3. Platz lautete das Endergebnis. Christa Luding-Rothenburger (sie hatte inzwischen geheiratet) gewann erneut das Frauen-Turnier.

### 1989 – Bill HuckDeutschland Demokratische Republik 1949
Die Cottbuser Radrennbahn war in diesem Jahr Austragungsort des Großen Preises, zu dem Fahrer aus Bulgarien, der Bundesrepublik Deutschland, Polen, Österreich und der DDR antraten. Das Finale gewann Bill Huck gegen Michael Hübner, der 3. Platz ging an Eyk Pokorny. Bei den Frauen siegte Annett Neumann aus Cottbus vor ihrer Clubkameradin Sinett Wolke.

### 1990 – Bill HuckDeutschland Demokratische Republik 1949
Es war die letzte Austragung des Großen Preises der DDR, an der Fahrer aus Bulgarien, der Bundesrepublik, Belgien, der ČSSR, Dänemark, Polen, und der DDR teilnahmen. Austragungsstätte war die Radrennbahn in Frankfurt an der Oder. Bill Huck gewann beide Finalläufe gegen Jens Fiedler, auf dem 3. Platz platzierte sich Michael Schulze. Bei den Frauen siegte erneut Annett Neumann vor Sinett Wolke.